# Locomotive FVS 1-3
Le locomotive FVS 1–3  erano un tipo di locotender a vapore costruita dalle Officine Meccaniche Reggiane per il servizio sulla linea Castel Bolognese-Riolo Bagni. Locomotive uguali vennero fornite anche alla Società anonima italiana per le ferrovie salentine e vennero immatricolate come LS 311–316.

## Storia
Le locomotive vennero ordinate alle Officine Reggiane in numero di 3 unità per l'esercizio della ferrovia della valle del Senio (FVS) e consegnate nel 1914. Si trattava di locomotive a vapore a tre assi accoppiati, dotate di apparecchiature del freno automatico ad aria compressa, dello stesso tipo prodotto nello stesso periodo per la Società anonima italiana per le ferrovie salentine ove erano state immatricolate come LS 311–316.
Le macchine erano la 23, la 24 e la 25 (numeri di fabbrica Reggiane). 
In servizio sulla linea tuttavia rimasero solo la 23 e la 24, immatricolate come FVS 1 e 2, perché la 25 venne venduta all'Arsenale della Spezia subito dopo la consegna. Anche le FVS 1 e 2 vennero cedute alla Ferrovia Padova–Piazzola (FPP) in cambio di tre unità più piccole di costruzione Breda perché eccedenti le necessità di trazione della breve linea.
La macchina n. 25 Reggiane venduta all'Arsenale della Spezia, dopo la sua dismissione negli anni sessanta, è stata preservata come monumento a Chiesina Uzzanese 

## Caratteristiche
La locomotiva era del tipo locotender a tre assi accoppiati con casse d'acqua (per complessivi 4,5 m3) laterali alla caldaia e carbonaia posteriore in grado di contenere 1400 kg di carbone. Si trattava di un modello tipico molto usato a quel tempo per le ferrovie secondarie e concesse; era a vapore saturo, a due cilindri e con distribuzione a cassetto cilindrico.